# Tasmaans waterhoen
Het Tasmaans waterhoen (Tribonyx mortierii; synoniem: Gallinula mortierii) is een vogel uit de familie van de Rallen, koeten en waterhoentjes (Rallidae). Deze vogel is genoemd naar de Belgische botanicus Barthélémy Du Mortier. 

## Verspreiding en leefgebied
Deze soort is endemisch in Tasmanië.